# Muzeum Sakralne Katedry Zamojskiej
Muzeum Sakralne Katedry Zamojskiej (dawniej Muzeum Sakralne Kolegiaty, Fundacji Rodziny Zamoyskich) – muzeum z siedzibą w Zamościu. Placówka działa przy parafii katedralnej Zmartwychwstania Pańskiego i św. Tomasza Apostoła, a mieści się w dwóch zabytkowych budynkach tuż obok katedry – w domu wikariuszy (tzw. "Wikarówka") z I poł. XVII wieku (po północnej stronie katedry) oraz w tzw. "Infułatce" (po południowej stronie).
Muzeum otwarto w marcu 1987 roku dzięki staraniom ostatniego ordynata zamojskiego, Jana Tomasza Zamoyskiego. Do 2017 roku mieściło się na parterze zabytkowego budynku dawnej infułatki (tuż obok katedry), pochodzącego z końca XVI wieku.
Po pracach remontowo-konserwatorskich w latach 2018–2019 obejmujących oba budynki (Infułatkę i Wikarówkę), od 2020 roku muzeum składa się z dwóch głównych ekspozycji zajmujących wspomniane dwa zabytkowe budynki: w Wikarówce (ul. Kolegiacka 3) mieści się ekspozycja "Skarbiec Historii, Sztuki i Nauki, a Infułatkę  (ul. Kolegiacka 1a) przeznaczono na ekspozycję "Fabrica Ecclesiace muzeum techniki i architektury".
W ramach muzealnej ekspozycji zobaczyć można zabytki sztuki sakralnej, pochodzące ze skarbca katedry, w tym m.in.:
- albę koronacyjną króla Michała Korybuta Wiśniowieckiego,
- szaty liturgiczne – najstarsze pochodzące z XVI i XVII wieku,
- naczynia liturgiczne, relikwiarze, wota oraz księgi kościelne,
- portrety infułatów i ordynatów zamojskich, w tym również portrety trumienne.

Muzeum jest placówką całoroczną, czynną codziennie w sezonie letnim (1 maja – 30 września), w pozostałym okresie – po uprzednim uzgodnieniu.